# Audi A6 III
Cet article concerne la troisième génération de l’Audi A6. Pour des informations générales sur l’Audi A6, consultez Audi A6.
L'Audi A6 C6 est un modèle de voiture de la catégorie grande routière du constructeur automobile allemand Audi, produite du printemps 2004 à mi-2011 en tant que troisième génération de l'Audi A6. Elle est élue « Voiture mondiale de l'année 2005 (World Car of the Year) à l'occasion du salon de New York.

## Historique du modèle
En avril 2004, la Type 4F est apparue pour la première fois sous forme de berline (présentation officielle au salon international de l'automobile de Genève 2004). La variante break Avant (présentation officielle à la Pinakothek der Moderne à l'automne 2004) est proposée à partir de mars 2005. De janvier à décembre 2005, 63621 véhicules ont été nouvellement immatriculés en Allemagne. La S6 (présentation officielle au salon international de l'automobile d'Amérique du Nord 2006) et le S6 Avant ainsi que l'Allroad Quattro (présentation officielle au salon international de l'automobile de Genève 2006) ont été introduits mi-2006.
Selon la Kraftfahrtbundesamtes, 30079 Audi A6/S6 ont été nouvellement immatriculées en Allemagne en 2010, dont 90,9 % avec des moteurs diesel. Les propriétaires commerciaux représentaient 86,7 % des nouvelles inscriptions.

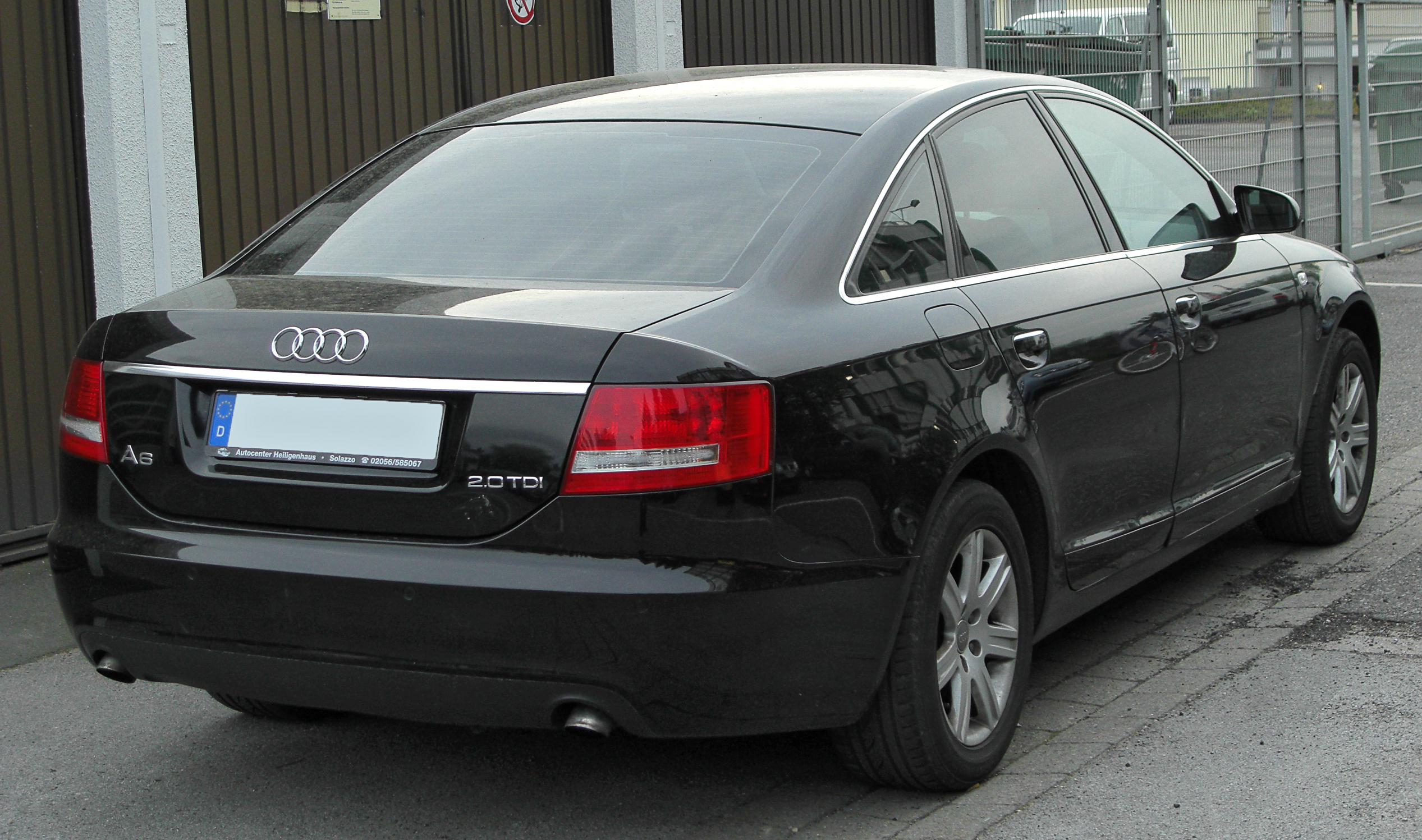
Vue arrière
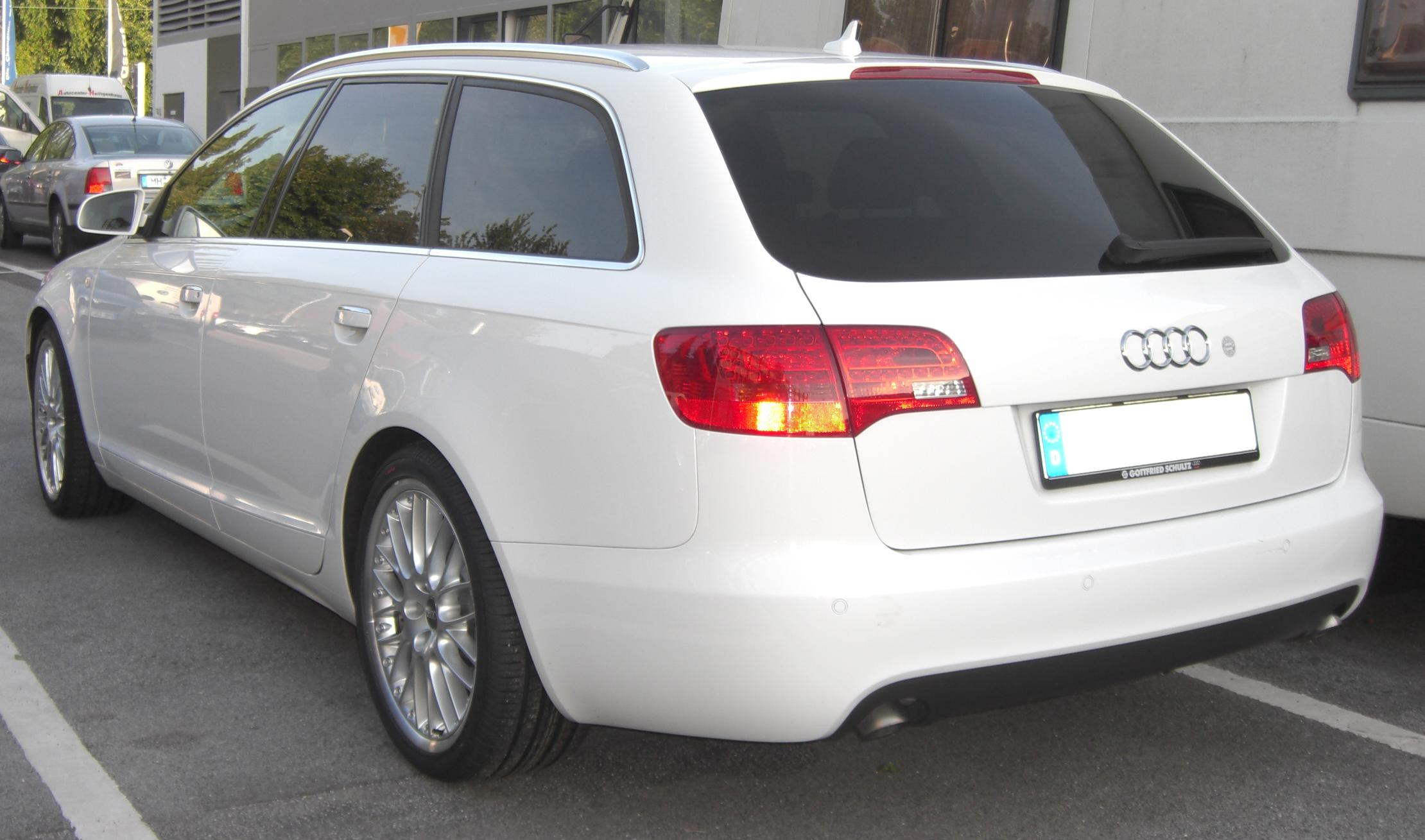
Audi A6 Avant (2005–2008)
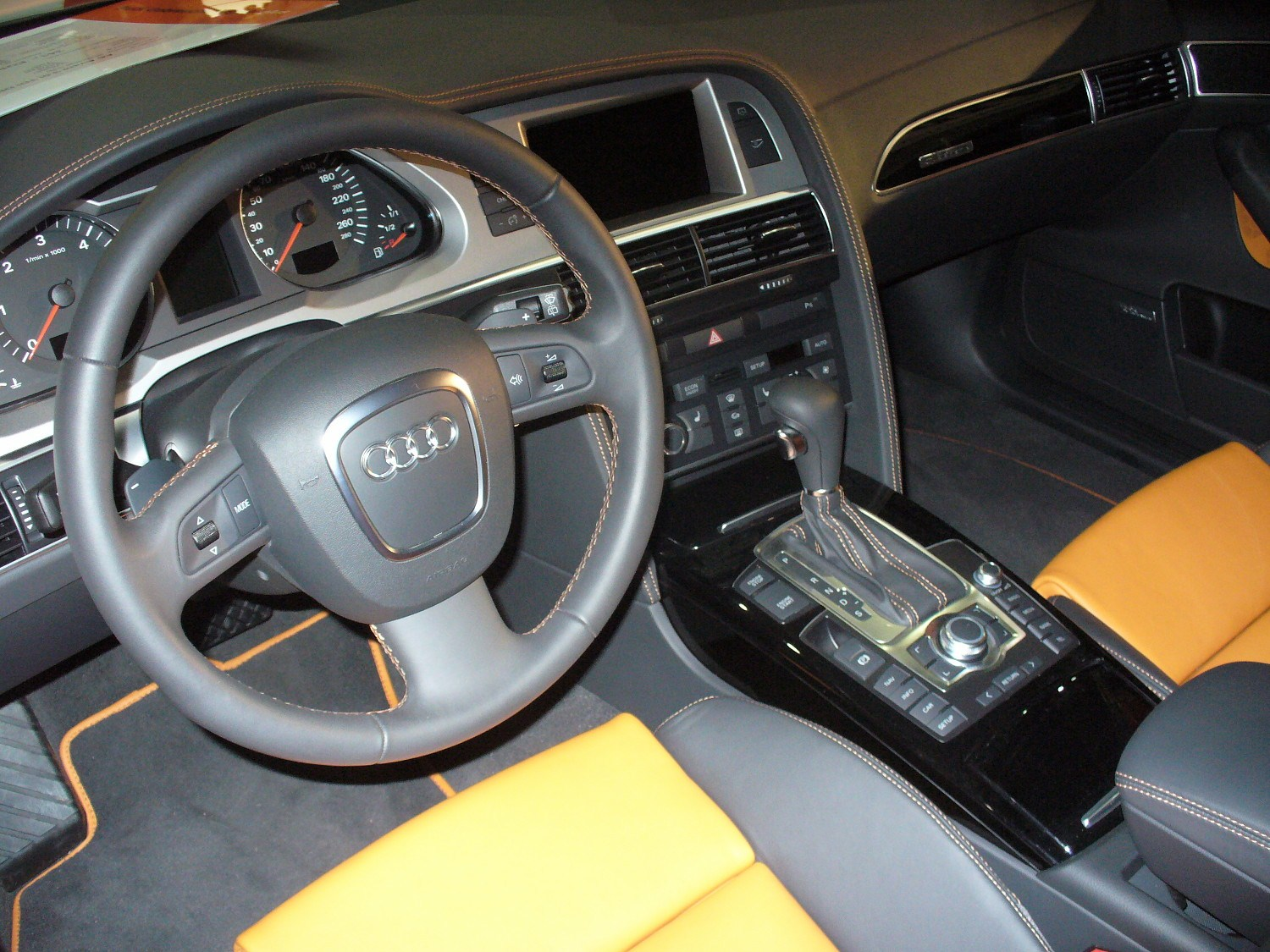
Intérieur

### Version longue
À partir de 2005, il y avait une version à empattement long de l'A6 appelée A6L en Chine. Elle est 96 mm plus longue (5012 mm) et 26 mm plus haute (1485 mm) que l'A6 ordinaire. L'empattement est de 2945 mm. Le prix de base était de 32826 €.

### Lifting
À l'automne 2008, l'A6 a été révisée. Extérieurement, elle se distingue principalement de la version précédente par les feux diurnes à LED logés dans les phares (uniquement en liaison avec les phares au xénon), les feux arrière modifiés avec technologie à LED, rétroviseurs extérieurs agrandis avec clignotants intégrés et une conception de la face avant modifiée avec des phares antibrouillard plus petits et des prises d'air agrandies. La calandre à cadre unique a été conçue de manière cohérente, la plaque d'immatriculation ne se trouvait plus sur une "barre" du pare-chocs.
À l'intérieur, certains détails, tels que le combiné d'instrumentations, ont été repensés et diverses incrustations avec un aspect aluminium ont été ajoutées. Le système de navigation optionnel a été étendu pour inclure un disque dur, et un affichage en trois dimensions des bâtiments et du terrain topographique a été introduit. Les moteurs ont été révisés et la gamme de moteurs a été complétée par de nouveaux moteurs. Pour réduire la consommation, la caisse de l'A6 a été abaissée de 2 cm et les deux rapports les plus hauts de la transmission ont été allongés. De plus, le système de contrôle de la pression des pneus optionnel, qui fonctionnait auparavant avec des capteurs à l'intérieur des roues, a été remplacé par un système de contrôle sans capteurs internes qui était également utilisé dans d'autres modèles du groupe Volkswagen, qui n'affiche plus la pression d'air dans un seul pneu ainsi que la température interne respective, mais seulement des pertes de pression plus importantes.
D'autres changements concernaient l'insonorisation à l'intérieur, le réglage du châssis et, entre autres, la révision du moteur TDI de 2.7 L, qui avait alors une puissance maximale de 140 kW (190 ch) et un couple maximal de 400 Nm. Malgré ses performances accrues, elle consommait moins de carburant.

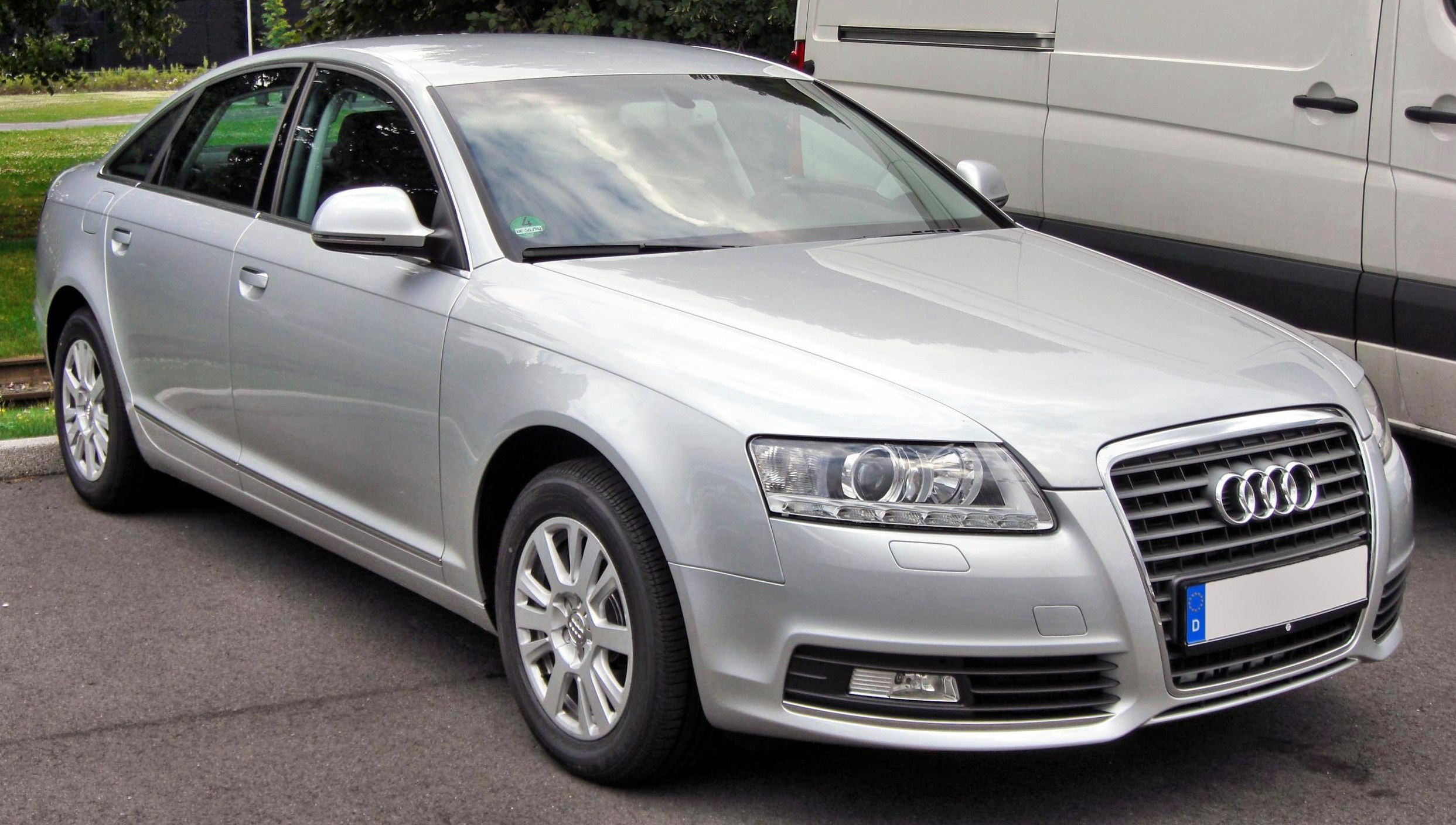
Audi A6 berline (2008–2011)
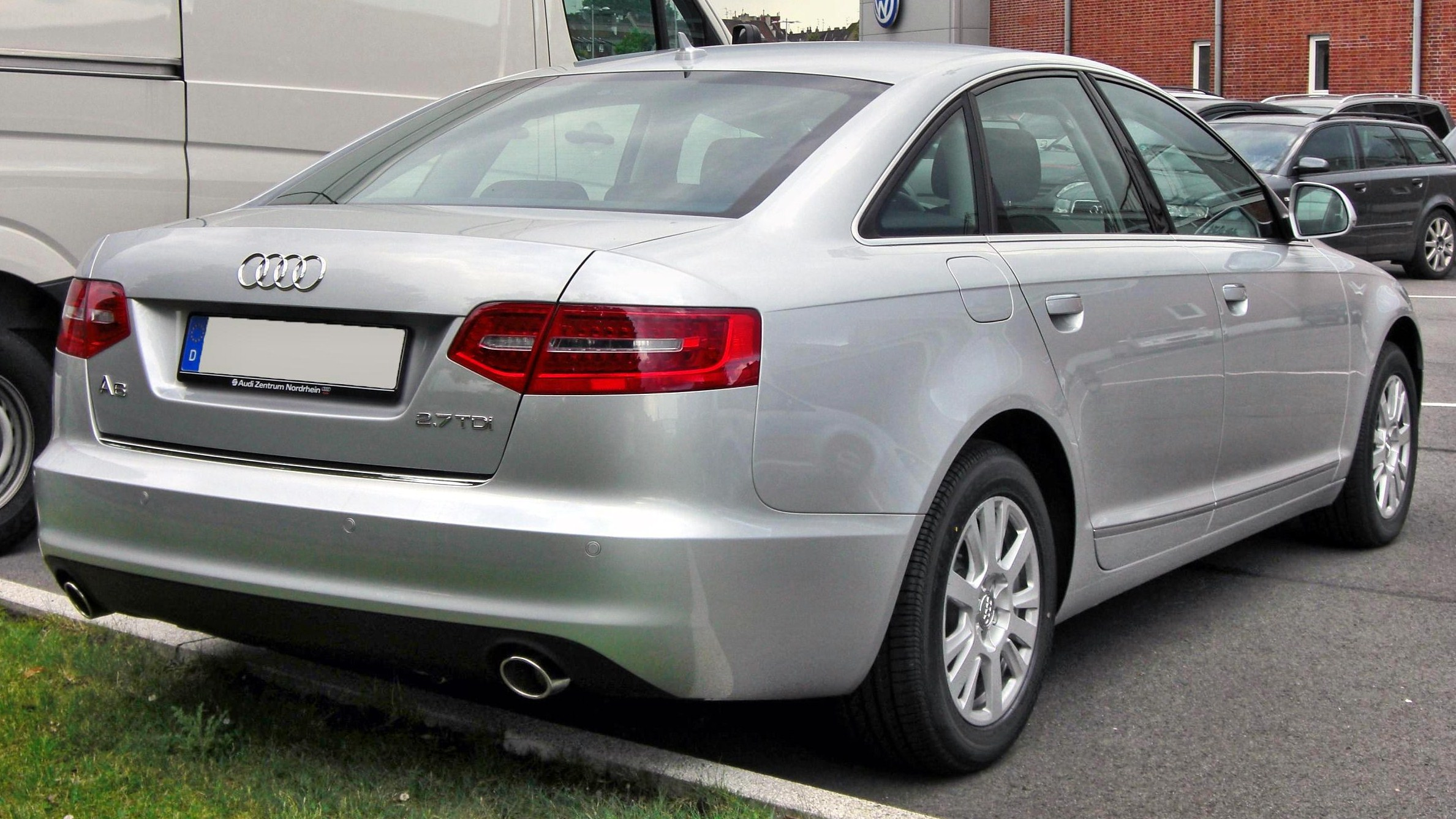
Vue arrière
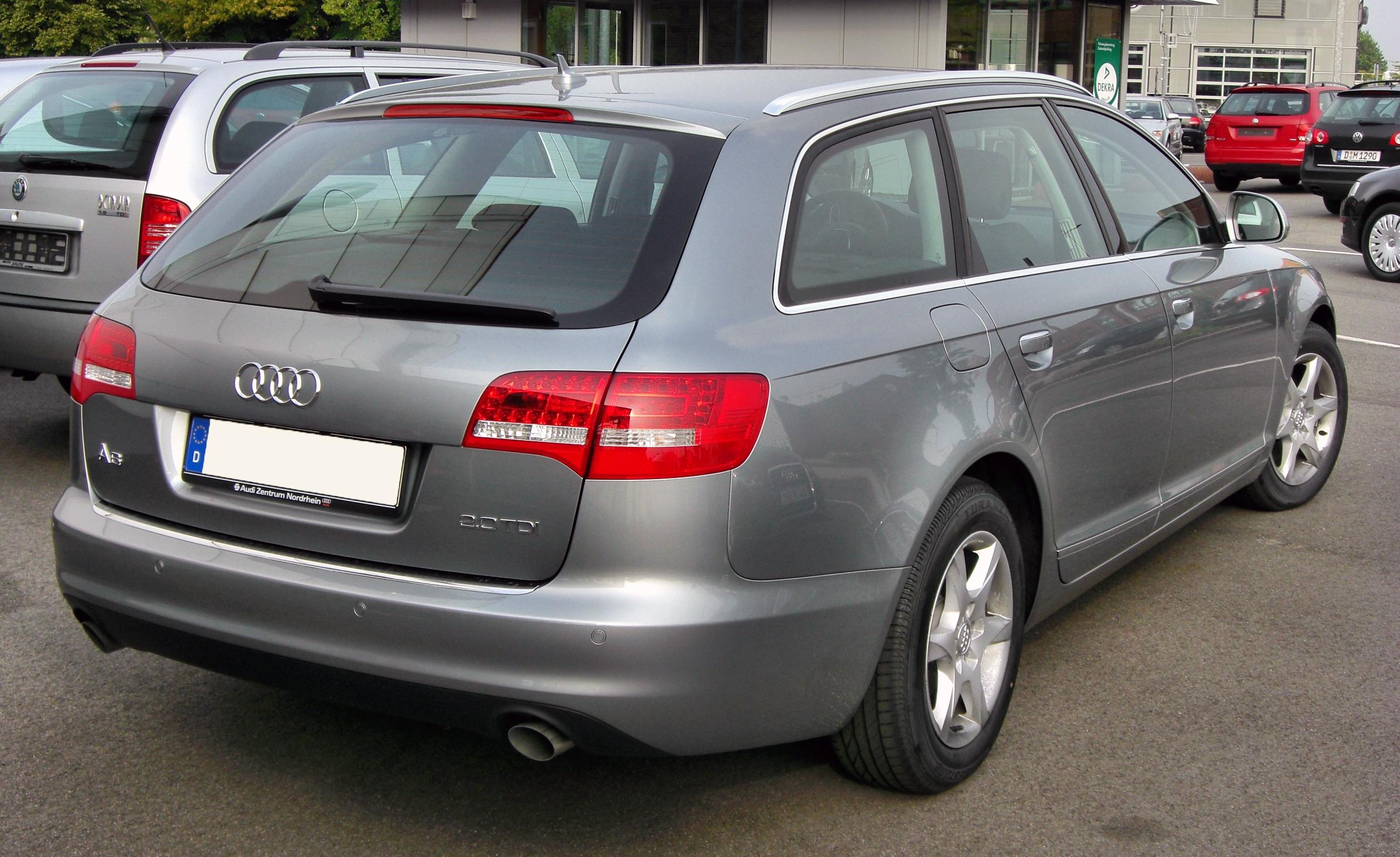
Audi A6 Avant (2008–2011)

## Équipement spécial
La liste des équipements spéciaux de l'A6 comprend des éléments tels que le régulateur de vitesse adaptatif, la suspension pneumatique appelée Adaptive Air Suspension et feu de virage dynamique. De plus, l'A6 est l'une des premières voitures à être disponible d'usine avec un téléphone de voiture Bluetooth avec profil d'accès SIM (à partir de la semaine de production 34/2006) au lieu d'un simple système mains libres Bluetooth.